# Ricardo de la Espriella
Ricardo de la Espriella Toral (ur. 5 września 1934 w Panamie) – ekonomista i polityk panamski. Prezydent kraju w latach 1982–1984.

## Życiorys
Absolwent Uniwersytetu Panamskiego w dziedzinie ekonomii, którą studiował również na Uniwersytecie Stanforda. Pełnił funkcję prezesa Banku Panamy, w 1978 mianowany wiceprezydentem Panamy. W lipcu 1982, gdy ówczesny prezydent Aristides Royo został zmuszony do ustąpienia przez armię, objął urząd prezydenta kraju. Po odmowie reorganizacji rządu zmuszony do podania się do dymisji 13 lutego 1984.